# Membrana semipermeável
Membrana semipermeável é um tipo de membrana polimérica biológica ou sintética que permite que certas moléculas ou íons passem por ela por difusão - ou ocasionalmente por processos mais especializados de difusão facilitada, transporte passivo ou transporte ativo. A taxa de passagem depende da pressão, concentração e temperatura das moléculas ou solutos em ambos os lados, bem como da permeabilidade da membrana a cada soluto. Dependendo da membrana e do soluto, a permeabilidade pode depender do tamanho, da solubilidade, das propriedades ou da química do soluto. Como a membrana é construída para ser seletiva em sua permeabilidade determinará a taxa e a permeabilidade. Muitos materiais naturais e sintéticos mais espessos que uma membrana também são semipermeáveis. Um exemplo disso é o filme fino no interior do ovo.